# Thanatus pictus
Thanatus pictus är en spindelart som beskrevs av Ludwig Carl Christian Koch 1881. Thanatus pictus ingår i släktet Thanatus och familjen snabblöparspindlar. Inga underarter finns listade i Catalogue of Life.